# Charlie Figy
Charlie Figy (* 16. Mai 2002  in Appleton) ist ein US-amerikanischer Volleyballspieler.

## Karriere
Figy begann seine Karriere an der Appleton North High School. Von 2021 bis 2024 studierte er an der William Penn University und spielte in der Universitätsmannschaft. Nach seinem Studium wechselte der Mittelblocker zum deutschen Bundesligisten FT 1844 Freiburg.